# Dessa (Niger)
Dessa  est une localité et une commune rurale du Niger, du département de Tillabéri et de la région de Tillaberi.

## Géographie
La localité est située sur la rive gauche du fleuve Niger et à 53 km au nord-ouest du chef-lieu départemental Tillabéri.
| Gorouol | Ayorou | Inatès             |
| Méhana  | Dessa  | Anzourou           |
| Méhana  | Méhana | Bibiyergou, Sinder |

## Histoire
En 1906, l’administration coloniale française établit le canton de Dessa et nomme le chef coutumier de Dessa, un Kurtey, à la tête du canton.
La commune rurale est instaurée en 2002, elle est issue du canton de Dessa.

## Population
Lors du recensement général de 2012, la population communale est relevée à 32 332 habitants, dont 2 191 habitants pour la localité chef-lieu. Les principales éthnies de la communes sont Songhaï, Fulbe et Touareg.

## Services et infrastructures
En 2021, les organismes humanitaires relèvent que la commune est en proie à l’insécurité depuis plusieurs années. Ce qui a entrainé la fermeture des services sociaux de base de la commune notamment les structures sanitaires, les écoles et la mairie.
La commune abrite les services suivants :
- Collège d'enseignement général (CEG)
- Centre de formation aux métiers (CFM)
- Centre de Santé Intégré (CSI)

## Économie
La commune est située dans la zone ou est pratiqué l'agropastoralisme.

## Transports
La commune est traversée par la route nationale 1 reliant la capitale Niamey à la frontière nigéro-malienne au nord.